# ضرار (جارية)
ضرار وقيل إنها عرفت باسماء أخرى منها حرز وصواب وخفير، هي جارية ولي العهد العباسي الأمير الموفق بالله وحظيته، وقد ولدت له ابنه الخليفة العباسي أحمد المعتضد بالله في سنة 242 هـ، وكانت كثيرة البِر لمواليها، لم تدرك خلافة ابنها حيث توفيت قبل اعتلائه العرش بفترة يسيرة، ويذكر ابن الساعي في كتابه نساء الخلفاء انها توفيت قبل توليه بستة أيام أي في 14 رجب 279 هـ، 11 اكتوبر 892 للميلاد، ودفنت بترب الرصافة ببغداد حيث يدفن خلفاء بني العباس وابنائهم ونسائهم.